# Liste der Stolpersteine in Untergriesbach

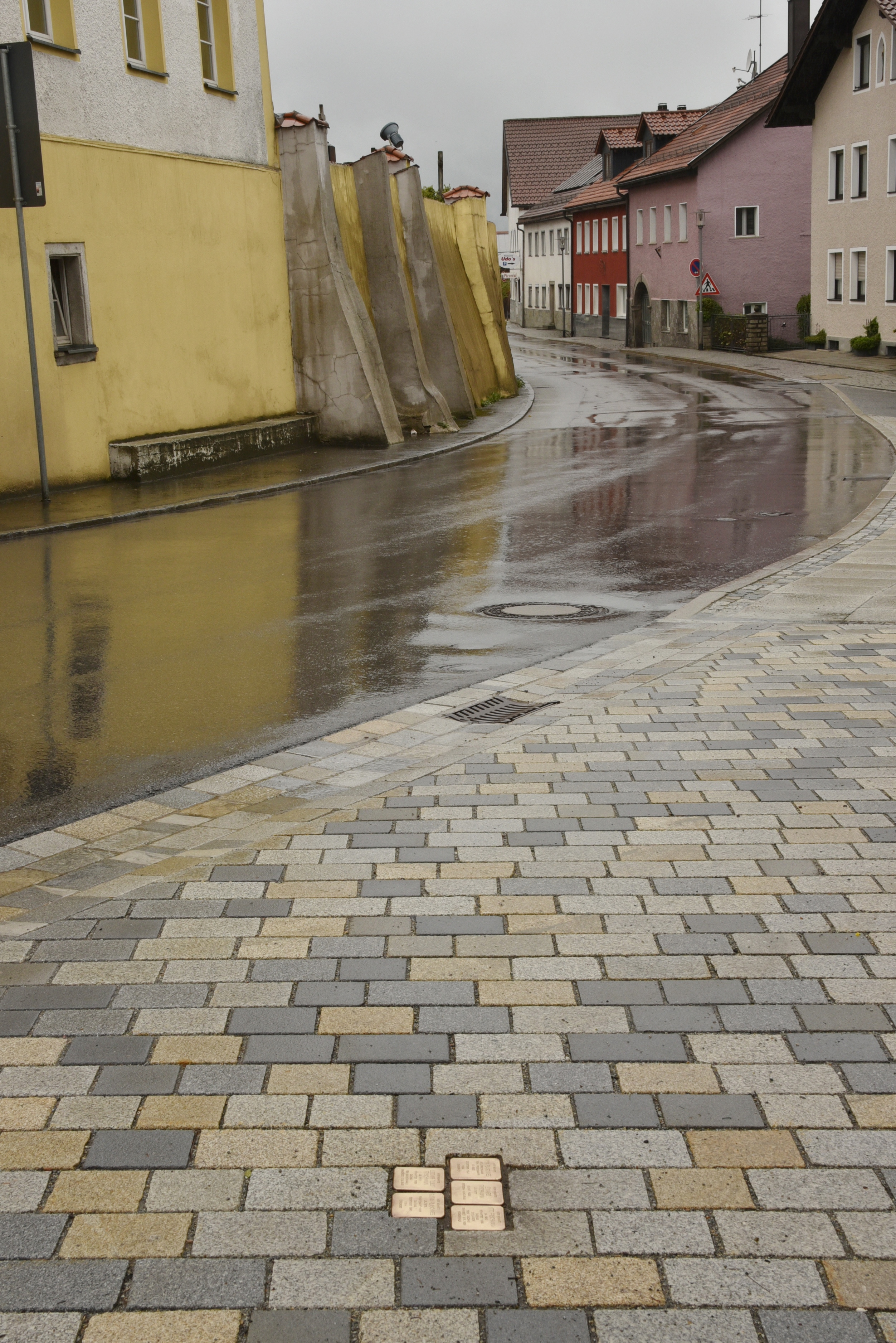
Stolpersteine in Untergriesbach

Diese Liste der Stolpersteine in Untergriesbach enthält die Stolpersteine, die im Rahmen des gleichnamigen Kunstprojekts von Gunter Demnig in dem niederbayerischen Markt Untergriesbach verlegt wurden. Mit ihnen soll Opfern des Nationalsozialismus gedacht werden, die in Untergriesbach lebten und wirkten.
Die 10 cm × 10 cm × 10 cm großen Betonquader mit Messingtafel sind in den Bürgersteig vor jenen Häusern eingelassen, in denen die Opfer einmal zu Hause waren. Die Inschrift der Tafel gibt Auskunft über ihren Namen, ihr Alter und ihr Schicksal. Die Stolpersteine sollen dem Vergessen der Opfer der nationalsozialistischen Gewaltherrschaft entgegenwirken.
Die Idee der Stolpersteine wurde von einer Untergriesbacher Schülerin des Gisela-Gymnasiums Passau Niedernburg in ihren Heimatort gebracht. Patenschaften für die Stolpersteine übernahmen neben ihrer Schule auch die ortsansässigen Schulen, Gymnasium Untergriesbach und Mittelschule „Am hohen Markt“, sowie Untergriesbacher Anwohner.

## Verlegte Stolpersteine
| Stolperstein | Inschrift | Verlegeort      | Name, Leben |
| ------------ | --- | --------------- | --- |
|              | HIER WOHNTE EDUARD FRISCHMANN JG. 1917 FLUCHT 1939 BRITISCH-HONDURAS                                             | Marktplatz 28 · | Eduard Frischmann |
|              | HIER WOHNTE LUDOMIR ′LULO′ FRISCHMANN JG. 1912 VERHAFTET 1939 DACHAU 1939 BUCHENWALD ERMORDET 12. 4. 1940        | Marktplatz 28 · | Ludomir Frischmann |
|              | HIER WOHNTE OTTO FRISCHMANN JG. 1910 VERHAFTET 1935 DACHAU ENTLASSEN 1939 DACHAU ERMORDET 9. 11. 1939 BUCHENWALD | Marktplatz 28 · | Otto Frischmann |
|              | HIER WOHNTE GUSTAV PLASCHKES JG. 1875 ′SCHUTZHAFT′ 1938 DACHAU DEPORTIERT 1941 RIGA ERMORDET                     | Marktplatz 28 · | Gustav Plaschkes |
|              | HIER WOHNTE ROSA PLASCHKES GEB. FRIEDMANN VERW: FRISCHMANN JG. 1882 DEPORTIERT 1941 RIGA ERMORDET                | Marktplatz 28 · | Rosa Plaschkes Die jüdische Familie Frischmann/Plaschkes betrieb in Untergriesbach ein Textil- und Kurzwarengeschäft. Rosa Plaschkes, ihr Ehemann Gustav und die drei Kinder aus erster Ehe wurden ab 1935 Opfer des Naziterrors und der Judenverfolgung. |

## Verlegedatum
- 9. Juli 2014